# Peperomia myrtifolia
Peperomia myrtifolia (Vahl) A. Dietr.  – gatunek rośliny z rodziny pieprzowatych (Piperaceae). 

## Występowanie
Pochodzi z Karaibów (St Barthélemy, Antigua, Saba, Sint Eustatius, St Kitts, Redonda, Montserrat, Gwadelupa, La Désirade, Dominika, Martynika, Saint Lucia, Saint Vincent, Grenadyny, Grenada, Barbados, Wielkie Antyle (Puerto Rico), Wyspy Dziewicze ). W odróżnieniu od większości gatunków peperomii rośnie na skalistych i suchych zboczach. Na obszarze swojego występowania gatunek ten jest dość pospolity.